# Schoorsteentje
Schoorsteentje (Anisomeridium polypori) is een korstmos uit de familie Monoblastiaceae.

## Determinatie
Schoorsteentje is een onopvallende, dunne witgrijze korst met talloze zwarte pycnidiën. Pycnidiën zijn flesvormig met lange nek waaruit vaak een sliertje sporenmassa opstijgt. 
Schoorsteentje heeft geen kenmerkende kleurreacties die kunnen helpen bij determinatie.

## Ecologie
Schoorsteentje groeit vooral op laanbomen in bossen. Het is een kenmerkende soort voor beschutte boomvoeten van oudere bomen met neutrale schors, vooral wilgen en populieren. 

## Verspreiding
In Nederland komt het vrij algemeen voor, maar vooral in het rivierengebied. Het is niet bedreigd en staat niet op de rode lijst.